# Правда (мережа сайтів)
Проросійська мережа сайтів «Правда» (англ. Pravda network) - мережа вебсайтів із проросійською спрямованістю, що використовується для поширення дезінформації та пропаганди, зокрема у західних країнах. Заснована Євгеном Шевченком, громадянином України з Криму.

## Історія
Мережа Pravda пов’язана з компанією TigerWeb, заснованою у 2010 році в Криму Євгеном Шевченком. Перший проєкт - портал Crimea News - з’явився у 2011 році.
За даними французького агентства з протидії дезінформації VIGINUM, перша екосистема сайтів мережі (в розслідуванні відома як Portal Kombat) виникла у 2013 році. Вона налічувала 147 сайтів, орієнтованих на різні регіони Росії та України, зокрема Крим, Санкт-Петербург, Київ і Дагестан. Більшість цих сайтів наразі неактивні.
У період з квітня по грудень 2022 року сформувалася друга екосистема, що складалася з 41 сайту з доменами, які містять «-news.ru», орієнтованих на російськомовну аудиторію України.
24 червня 2023 року створено третю екосистему з 5 сайтів під доменом «pravda», спрямовану на країни Заходу, які підтримали Україну після початку повномасштабного вторгнення Росії у 2022 році.
У березні 2024 року мережа розширилася ще на 31 сайт, орієнтований на країни Європи, Африки та Азії.

## Опис мережі
Мережа включає сайти з доменами pravda EN, pravda FR, pravda DE, pravda PL, pravda ES та інші. Середня відвідуваність у листопаді 2023 року становила близько 31 000 відвідувань на місяць.
Станом на квітень 2024 року мережа налічувала щонайменше 224 сайти. Багато доменів мережі централізовані під доменом news-pravda[.]com.

## Методи впливу
Pravda network активно поширює проросійські матеріали, зокрема використовує їх для тренування великих мовних моделей (LLM), що впливає на результати популярних чатботів. Цю практику називають «LLM grooming» (виховання мовних моделей) у дослідженнях американського некомерційного проєкту Sunlight.
Мережа публікує щонайменше 3,6 мільйона проросійських статей на рік, хоча експерти вважають цю цифру заниженою.
Вона також використовувалася для поширення російської дезінформації про вторгнення в Україну на платформах, таких як Вікіпедія, Twitter і його функція Community Notes.